# Estación de Garraf
Estación de Garraf vasútállomás Spanyolországban, Sitges településen a Madrid–Barcelona-vasútvonalon. Része Barcelona elővárosi vasúti közlekedésének, a Rodalies Barcelonának.

## Kapcsolódó állomások
A vasútállomáshoz az alábbi állomások vannak a legközelebb:
- Estación de Casteldefels Playa (Barcelona-Estación de Francia, líne R2 sud)
- Estación de Sitges (Estació de Sant Vicenç de Calders, líne R2 sud)